# Premio Creatividad Innovación Televisión

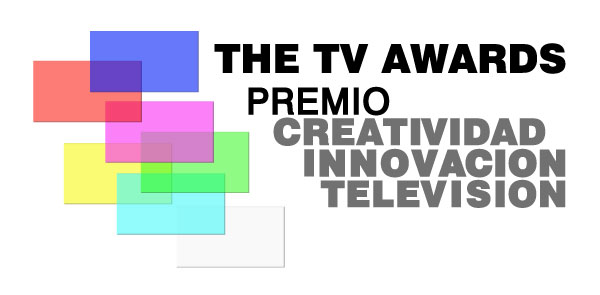
Premio Creatividad Innovación Televisión

El Premio Creatividad Innovación Televisión / The TV Awards reconoce a las iniciativas comerciales en televisión abierta de Latinoamérica que, por su creatividad e innovación, han logrado la atención de las audiencias. La entrega se da anualmente durante LA Cumbre TV / The TV Summit, que ocurre en Nueva York.
Los casos son evaluados por un jurado de destacados profesionales de TV reconocidos internacionalmente, con representantes de Latinoamérica, Europa y Estados Unidos.

## 2023
La entrega de la noveno edición del Premio Creatividad Innovación Televisión se dio el 4 de octubre de 2023.
| CATEGORÍA                   | SHORTLIST |
| --------------------------- | --- |
| Branded Content             | - Never Ending Night by Sernova – Telefe Paramount – Fratelli Branca-Sernova – Argentina (GANADOR) - 10 días como un operario – Artear – Stellantis – Argentina - Terrazas Stones – Chilevisión – Stones – Chile                              |
| Film                        | - Más que Publicidad, Memorias – Valor – América TV – Perú (GANADOR) - Mercado Pago, la cuenta digital de Mercado Libre – Canal 13 – Mercado Libre – Chile - Voto 24 - Tu Voz – Medcom – Panamá                                               |
| Integración                 | - 10 días como un operario – Artear – Stellantis – Argentina (Ganador) (GANADOR) - Piso 13 "Las ofertas del Cyber" – Canal 13 – EASY – Chile - Visa, eltrece y TN te llevan al Mundial – Artear – VISA – Argentina                            |
| Product Placemant           | - No balls, no game – OMD Dominicana – Farmacia Carol – República Dominicana (GANADOR) - Mercado Libre en Gran Hermano – Telefe Paramount – Mercado Libre – Argentina - Skechers, día de la madre – Canal 13 – Skechers – Chile               |
| Promoción en TV             | - La Sinfonía de los Bichos Raros Teleantioquia – Colombia (GANADOR) - Lonchera Feliz, tus aliados en la merienda escolar – TVN Media – Nestlé – Panamá - Mercado Pago, la cuenta digital de Mercado Libre – Canal 13 – Mercado Libre – Chile |
| Responsabilidad Social      | - Normalicemos lo normal – Telefe Paramount – Kotex – Argentina (GANADOR) - La Salud Mental también es Salud – Valor – América TV – Perú - No balls, no game – OMD Dominicana – Farmacia Carol – República Dominicana                         |
| Talento en Pantalla         | - Mercado Pago, la cuenta digital de Mercado Libre – Canal 13 – Mercado Libre – Chile (GANADOR) - No balls, no game – OMD Dominicana – Farmacia Carol – República Dominicana - Tu Casa del Gol – Medcom – Panamá                              |
| TV en Plataformas Digitales | - Urbanos a Prueba – Chilevisión – Escudo (CCU) – Chile (GANADOR) - Calle 7 Panamá - El fenómeno – Medcom – Panamá - Teleantioquia GO – Teleantioquia – Colombia                                                                              |
| TV en Plataformas Digitales | - Se Busca Esposa – Medcom – Panamá (GANADOR) - Hablemos Sin Enredos 2 – Chilevisión – Unilever – Chile - No balls, no game – OMD Dominicana – Farmacia Carol – República Dominicana                                                          |

## 2022
La entrega de la octava edición del Premio Creatividad Innovación Televisión se dio el 4 de octubre de 2022.
| CATEGORÍA                         | SHORTLIST |
| --------------------------------- | --- |
| Branded Content                   | - Strike Out Cancer - OMD Dominicana - Sirena (Grupo Ramos) - República Dominicana (GANADOR) - Emprendedores por Work Café Santander - Canal 13 - Banco Santander – Chile - Impulsa tu Pasión - Telefe Paramount – Fiat – Argentina                     |
| Film                              | - Clonel Santa - Circus Grey – KFC – Perú (GANADOR) - Mateverso - Cámara TBWA - Canarias SA – Uruguay - Salus 130 Años - Young & Rubicam - Salus - Uruguay                                                                                              |
| Integración                       | - El Gesto de la Privacidad – Almap BBDO – WhatsApp – Brasil (GANADOR) - Lo que Realmente Aportas - OMD Dominicana - Sanar Una Nación - República Dominicana - #PAPÁHEROE - Dejando a un País en Lugar Equivocado - Leo Burnett – Davivienda – Colombia |
| Long Film                         | - Beto y Elena - Circus Grey - América TV – Perú (GANADOR) - Campaña por el Bicentenario - Circus Grey – BCP – Perú - El Mejor Regalo Está Dentro de Ti - Fahrenheit DDB - Real Plaza – Perú                                                            |
| Short Film                        | - Tapabocas - Ogilvy - Secretaría Nacional de Deportes – Uruguay (GANADOR) - Temporada de Beisbol Nacional – Medcom – Medcom – Panamá (GANADOR) - La Nueva Cara de la Frescura - OMD Dominicana - Sirena Market (Grupo Ramos) - República Dominicana    |
| Multiplataforma                   | - Impulsa tu Pasión - Telefe Paramount – Fiat - Argentina (GANADOR) - FUEGAS ¡Comer, asar, hablar! – Artear – COTO – Argentina - Gancia en Telefe - Telefe Paramount – Gancia – Argentina                                                               |
| Promoción                         | - Gancia en Telefe - Telefe Paramount – Gancia – Argentina (GANADOR) - Beto y Elena - Circus Grey - América TV – Perú - Teleantioquia Emociona – Teleantioquia – Teleantioquia – Colombia                                                               |
| Responsabilidad Social - Salud    | - No me acuerdo - Havas – A.L.M.A. - Argentina (GANADOR) - Captura el Cáncer – Havas - Liga Contra el Cáncer – Perú - Strike Out Cancer - OMD Dominicana - Sirena (Grupo Ramos) - República Dominicana                                                  |
| Responsabilidad Social - Economia | - Lo que Realmente Aportas - OMD Dominicana - Sanar Una Nación - República Dominicana (GANADOR) - Consume lo Nuestro – Medcom – Medcom – Panamá - Emprendedores por Work Café Santander - Canal 13 - Banco Santander – Chile                            |
| Pandemia                          | - Gran Bartender en Casa - Telefe Paramount - Grupo Cepas - Argentina (GANADOR) - Detrás de Actimel - Havas - Danone - Argentina - El Virus y Tú - Medcom - Medcom - Panamá                                                                             |

## 2019
La entrega de la séptima edición del Premio Creatividad Innovación Televisión se dio el 19 de agosto de 2019.
| CATEGORÍA              | SHORTLIST |
| ---------------------- | --- |
| Branded Content        | - Todavía en vivo para la Vida - La Sirena - República Dominicana (GANADOR) - El Gran Bartender 3ª Edición - Cepas - Argentina - Aritos Guerreros - Quaker - Colombia                                       |
| Film                   | - 5 Años en 5 Segundos - Telemetro / RPC - Panamá (GANADOR) - Locura Espectacular - Castro - Uruguay - Hechos de Maestría - Club Colombia - Colombia - Pilsen Callao Airbnbeer - Pilsen Callao - Perú       |
| Integración            | - Historias que Salvan Vidas - Ministerio de Salud del Perú - Perú (GANADOR) - Estamos Seguros - Garbarino y La Caja Seguros - Argentina - ¡Sí, Hablemos de Ellas! - Color Visión - República Dominicana    |
| Long Film              | - Regala Tiempo - Real Plaza - Perú (GANADOR) - Ceviche de Plástico - Corona y Cala Restaurante - Perú - Juntas Cambiamos el Bullying por Loving - Nosotras - Colombia - Pacto de Sangre - Canal 13 - Chile |
| Multiplataforma        | - Pantene en La Voz - Pantene - Argentina (GANADOR) - El 1 a Bordo - Armada de Colombia - Colombia - Una Historia Necesaria - Tridi - Chile                                                                 |
| Promoción              | - Fechas Especiales - Remington - Colombia (GANADOR) - Todavía en vivo para la Vida - La Sirena - República Dominicana - Voto 19, Tú Eliges - Telemetro / RPC - Panamá                                      |
| Responsabilidad Social | - Historias que Salvan Vidas - Ministerio de Salud del Perú - Perú (GANADOR) - Girls get Equal - Fundación Plan - Colombia - ¡Sí, Hablemos de Ellas! - Color Visión - República Dominicana                  |
| Televisionario         | - Eduardo Olano |

## 2018
La entrega de la sexta edición del Premio Creatividad Innovación Televisión se dio el 27 de agosto de 2018.
| CATEGORÍA              | SHORTLIST |
| ---------------------- | --- |
| Branded Content        | - El día que las mujeres dejaron el set - La Sirena - República Dominicana (GANADOR) - Dejemos las Diferencias - América TV - Perú - Hacia lo Salvaje - Volkswagen - Argentina                    |
| Film                   | - Fue - Movistar - Perú (GANADOR) - Primero lo Nuestro - Colombiana - Panamá - Tómate la vida - Póstobon - Colombia                                                                               |
| Integración            | - La peor Novela - UNICEF - República Dominicana (GANADOR) - Trophy Tour - Coca-Cola - Argentina                                                                                                  |
| Long Film              | - Hijas de una pasión - Banco Seguro del Estado - BSE - Uruguay (GANADOR) - Lo Bueno Hecho Mejor - Backus AB Inbev - Perú - Día de la Madre - Entel - Perú                                        |
| Multiplataforma        | - El voice note de la Marea Roja - RPC - Panamá (GANADOR) - Navidad Dorada - Ferrero Rocher - México - Bolo Fest - Liverpool - México                                                             |
| Promoción              | - The Power of Seduction - Antonio Banderas - Power of Seduction - Argentina (GANADOR) - Débora, la Mujer que desnudó a Colombia - Teleantioquia - Colombia - Trophy Tour - Coca-Cola - Argentina |
| Responsabilidad Social | - Miss Perú - Miss Perú Organization - Perú (GANADOR) - La peor Novela - UNICEF - República Dominicana - El día que las Mujeres dejaron el set - La Sirena - República Dominicana                 |
| AGENCIA DEL AÑO        | - OMD |
| TELEVISIONARIO         | - DAVID POLTRACK |

## 2017
La entrega de la quinta edición del Premio Creatividad Innovación Televisión se dio el 7 de septiembre de 2017.
| CATEGORÍA              | SHORTLIST |
| ---------------------- | --- |
| Branded Content        | - Mamá, salí en la Tele - América TV Perú (GANADOR) - Bolo Fest - Liverpool - México - Adolfo Dominguez - Adolfo Domínguez - Argentina |
| Film                   | - Día del Padre Telemetro #GraciasPapá - Telemetro- Panamá (GANADOR) - Hechos en la Cancha- Hechos en la Cancha -Milo - Nestlé- Colombia - Oca - Ahora en todo el Mundo- OCA- Uruguay - No hay etiquetas, solo jeans- Falabella - Colombia |
| Integración            | - Chicas de Viaje - Al Mundo, Banco Comafi, Ford, Nosotras y Nolita - Argentina (GANADOR) - EqualiTV - La Sirena - República Dominicana - El Gran Bartender - Grupo Cepas Argentina                                                        |
| Long Film              | - Juntémonos - América TV - Perú (GANADOR) - Suavitel te da las Gracias Mamá- Suavitel – México - Cholo Soy - Mi Banco - Perú - Elige Todo - Movistar - Perú                                                                               |
| Multiplataforma        | - AirB&B te abre las puertas de la vecindad del Chavo del Ocho (GANADOR) - El efecto Simpsons llega a RPC - RPC - Panamá - Issue "El Cambio está en vos" - Issue - Argentina                                                               |
| Product Placement      | - EqualiTV - La Sirena - República Dominicana (GANADOR) - Comunicación Lanzamientos de Cine en Telefe - Telefe - Argentina - Issue "El Cambio está en vos" - Issue - Argentina                                                             |
| Promoción              | - AirB&B te abre las puertas de la vecindad del Chavo del Ocho-AirB&B - México (GANADOR) - Bolo Fest - Liverpool - México - Comunicación Lanzamientos de Cine en Telefe - Telefe - Argentina                                               |
| Responsabilidad Social | - La Ponchila - Pacífico, San Luis, Wong y Metro-Perú (GANADOR) - EqualiTV - La Sirena - República Dominicana |

## 2016
La  entrega de la cuarta edición del Premio Creatividad Innovación Televisión se dio el 22 de agosto de 2016.
| CATEGORÍA          | SHORTLIST |
| ------------------ | --- |
| Branded Content    | - La Chompa de Federico - La Chompa de Federico - América TV - Perú (GANADOR) - Diario de Un Castigado - Diario de Un Castigado - Entel - Chile - El Gran Bartender - Grupo Cepas - Argentina |
| Product Placement  | - El segundo Marcador Teletica - Costa Rica (GANADOR) - Los Antagonistas - Visa - Panamá |
| Integración        | - Acaba con el Silencio - La Sirena - República Dominicana (GANADOR) - El 2do Marcador Teletica - Costa Rica - Los Antagonistas - Visa - Panamá |
| Multiplataforma    | - Diario de Un Castigado - Entel- Chile (GANADOR) - C7 VIP: 1ra Temporada - Telemetro - Panamá - Deportoons RPC: Copa América - RPC - Panamá - Podés en Tiempo Real - Movistar - Argentina |
| Nuevas Tecnologías | - Musimundo / MEC em Elegidos - Musimundo - Argentina (GANADOR) - La Diversión se Baila - Fanta - Argentina |
| Promoción          | - Musimundo / MEC em Elegidos - Musimundo - Argentina (GANADOR) - Lanzamiento Las Mil y Una Noches - Telemetro - Panamá - Selfiecon - Los Hijos de Don Juan - Ecuador |
| Film               | - Una sola Clave - Banco Davivienda - Colombia (GANADOR) - Amor Incondicional - Winny - Colombia - Gran Telar - Cusqueña - Backus Sab Miller - Perú - El Fútbol no se compra, se vive - Pepsi - Colombia - Ternurismo - Asoporcicultores - Colombia                                                                  |
| Long Film          | - Tu Lucha, Mi Lucha - Oncosalud - Perú (GANADOR) - 26 Veces Mamá - Entel - Perú - La Suerte de ser chileno - Polla Chilena de Beneficencia - Chile - La vida es un carnaval - BBVA Continental - Perú - La gran familia de Galletas - Costa - Chile - Hacerlo a la Colombiana es hacerlo bien - Postobón - Colombia |

## 2015
La entrega de la tercera edición del Premio Creatividad Innovación Televisión se dio el 31 de agosto de 2015
| CATEGORÍA                    | SHORTLIST |
| ---------------------------- | --- |
| Branded Content              | - Rockeala – Ala/ Unilever - Argentina - CEAXEI - Cerveza Cristal - Chile - The day women disappeared – La Serina - República Dominicana (GANADOR)                |
| Integración con Otros Medios | - Compartí lo mejor de vos - Coca Cola - Argentina (GANADOR) - Sueños Perdidos – Sodimac - Perú - Holograms for Freedom - No somos Delito – España                |
| TV Abierta Multiplataforma   | - Rockeala – Ala/ Unilever - Argentina - Mr. Músculo Total Cocina - Mr. Músculo/ SC Johnson - Argentina - El Hueco Twitter - Telemetro Reporta - Panamá (GANADOR) |
| Nuevas Tecnologías           | - El Hueco Twitter - Telemetro Reporta - Panamá (GANADOR) - Mr. Músculo Total Cocina - Mr. Músculo/ SC Johnson - Argentina                                        |
| Canal del Año                | - Canal – TELEFE - Argentina |

## 2014
La entrega de la segunda edición del Premio Creatividad Innovación Televisión se dio el 11 de agosto de 2014.
| CATEGORÍA                    | SHORTLIST |
| ---------------------------- | --- |
| Branded Content              | - Ricardo Dulanto – ATV - Perú (GANADOR) - Día del Niño – Entel - Chile - Los Tiempos Cambian pero la Esencia Permanece - Cerveza Atlas - Panamá                                                                     |
| Film                         | - Agua - Colgate - Perú (GANADOR) - Father – CableVision - México - First Customer - Mc Donald's – Estados Unidos - Souvenir – BBVA - Argentina                                                                      |
| Integración con Otros Medios | - Buscando Corazones/Ponle Corazón - Fundación Peruana de Cáncer - Perú (GANADOR) - Conectados con el Perú – Movistar - Perú - Haz Tuya la Ciudad - Chevrolet Tracket – Ecuador - No Te Lo Pierdas – Visa - Colombia |
| TV Abierta Multiplataforma   | - Viralización de Contenidos em Tiempo Real - LA Red - Chile (GANADOR) - Interatividade - “The Love School” – Rede Record - Brasil - Ricardo Dulanto HD – ATV - Perú                                                 |
| Product Placement            | - Leer Tiene sus Créditos – Artemis Edinter - Guatemala (GANADOR) - No Name Match – Unicef - Paraguay - TV Roach Attack – Mortein – Chile - Una Pieza Comercial de Cero Dólares - Cerveza Atlas - Panamá             |
| Mención Especial             | - Interatividade - “The Love School” – Rede Record - Brasil |

## 2013
La entrega de la primera edición del Premio Creatividad Innovación Televisión se dio el 20 de agosto de 2013 y se premió a las siguientas campañas publicitarias:
| CATEGORÍA                    | SHORTLIST |
| ---------------------------- | --- |
| Branded Content              | - Super Splash - Toyota Hilux - Panamá (GANADOR) - Locos Bondadosos - Coca-Cola - Ecuador - Humbertico Puerta Puerta – HP - Colombia - Calefacción – Easy - Chile                                                                                                |
| TV Abierta Multiplataforma   | - M24 Telemedellín - Telemedellin - Colombia (GANADOR) - Buenos Momentos con Corona - Chocolates Corona - Colombia - Segunda Tela – TV Bandeirantes - Brasil |
| Integración con Otros Medios | - Sauvage – Unilever - Colombia (GANADOR) - Doria Recipes - Pastas Doria - Colombia - Visa Debito - Visa - Guatemala, Costa Rica, Colombia, Perú, República Dominicana - Imaginación - QBE Seguros Colonial - Ecuador - Wi Ar Sardinas - Nirsa Ecuador - Ecuador |
| Promoción en TV Abierta      | - Moda Por Menos – La Sirena - República Dominicana (GANADOR) - Priceless Bogotá - Mastercard - Colombia |
| Nuevas Tecnologías           | - Interatividade na TV Digital Olimpíadas de Londres - Rede Record - Brasil (GANADOR) - América TV GO - América TV - Perú - Brasil 4D - DirecTV - Brasil - Control en La Jugada - DirecTV - Colombia                                                             |
| Mención Especial             | - Brasil 4D - EBC - Brasil |

La próxima edición se dará el 27 de agosto de 2018 y nuevamente premiará a los casos que hayan sido emitidos en la televisión abierta de Latinoamérica, concebidos y sometidos dentro de la fecha límite por todo tipo de agencias (creativas, de medios, de BTL, de diseño y de marketing), anunciantes, empresas productoras, diseñadores, empresas de tecnología u otros profesionales de la industria y, este año, de manera inédita, por universitarios que estén interesados en dar a conocer sus ideas y trabajos. El Premio Creatividad Innovación Televisión tiene el apoyo de los canales miembros del Centro Internacional de Televisión Abierta: Red Uno, Unitel, Rede Globo, Mega, Caracol, RCN, Ecuavisa, TC Televisión, Canal 5, Canal de las Estrellas, Gala TV, Telemetro, RPC, Mall TV, América TV y Latina Televisión.